# Havelian
Havelian es una localidad de Pakistán, en la provincia de Khyber Pakhtunkhwa.

## Demografía
Según estimación 2010 contaba con 49511 habitantes.